# Антония Люксембургская
Антония Роберта София Вильгельмина Люксембургская, нем. Antonia Roberte Sophie Wilhelmine von Luxemburg; 7 октября 1899, замок Гогенбург, Ленгрис — 31 июля 1954, Ленцерхайде) — люксембургская принцесса, дочь Вильгельма IV и Марии Анны Португальской, в браке кронпринцесса Баварская.

## Семья
Родилась в Ленгрисе, в Верхней Баварии и была четвёртой дочерью Вильгельма IV, великого герцога Люксембурга, который правил с 1905 по 1912, и Марии-Анны, инфанты Португальской. Родителями матери были Мигел I, король Португалии, и Аделаида Лёвенштейн-Вертгейм-Розенбергская.
Она была младшей сестрой двух Великих герцогинь Люксембурга: Марии-Аделаиды и Шарлотты. В семье её называли «Тони».

## Брак и дети
Летом 1918 года Антония обручилась с Рупрехтом, наследным принцем Баварии и германским фельдмаршалом, командующим 6-й армией в Лотарингии. Связь между принцессой и представителем оккупировавшей Люксембург Германии была настолько непопулярна, что в январе 1919 года сестре Антонии, Великой герцогине Люксембурга Марии Аделаиде, пришлось отречься от престола. Антония и Рупрехт поженились 7 апреля 1921 года.
Как противники нацистского режима, Антония и Рупрехт были вынуждены эмигрировать в Италию в 1939 году. Отсюда они переехали в Венгрию. Когда Германия оккупировала Венгрию в октябре 1944 года, Рупрехт находился в Италии и сумел скрыться. Антония и её дети были арестованы и содержались в концентрационном лагере Заксенхаузене, а с начала апреля 1945 года в Дахау. В заключении Антония сильно пострадала и умерла девять лет спустя, в Ленцерхайде, Швейцария.
Антония и Рупрехт имели 6 детей:
- Генрих Франц (28 марта 1922 — 14 февраля 1958), женат c 1951 года на Анне Марии (1927—1999), дочери Жана барона де Лустрака, детей не имел
- Ирмингард Мария (29 мая 1923 — 23 октября 2010), замужем с 1950 года за принцем Людвигом Баварским (1913—2008):
  - Принц Луитпольд Баварский (1951), женат на Катрин Беатрикс Виганд (1951 г.р.), две дочери и три сына.
  - Принцесса Мария Баварская (родилась и умерла 3 января 1953 г.)
  - Принцесса Филиппа Баварская (родилась и умерла 26 июня 1954 г.)
- Эдита Мария (16 сентября 1924 — 4 мая 2013), 1-й муж с 1946 года Томмазио Бренетти (1912—1954),трое детей, 2-й муж с 1959 года Густав Шимерт (1910—1990), трое детей
  - Серена Джованна Бренетти (род. 22 декабря 1947 г.), замужем, сын и дочь
  - Карлотта Хильда Бренетти (род. 10 июня 1949 г.) замужем, сын и дочь
  - Антония Хильда Бренетти (род. 10 июня 1952 г.), замужем, дочь
  - Андреас Генрих Руппрехт Мариус Шимерт (род. 26 мая 1961 г.), женат, двое сыновей
  - Кристиан Филипп Габриэль Йоханнес Шимерт (род. 18 марта 1963 г.), женат, трое детей
  - Константин Максимилиан Людвиг Карл Шимерт (род. 30 мая 1968 г.), женат, дочь
- Хильда (24 марта 1926 — 5 мая 2002), муж с 1949 года Жуан Эдгар Локкет де Лоайза (1912—1987), четверо детей:
  - Хуан Брэдсток Кристофер Генри Энтони Рупрехт Локетт де Бавьера (род. 10 апреля 1950 г.), женат, детей нет
  - Хуан Брэдсток Мигель Мария Александр Локетт фон Виттельсбах (род. 3 мая 1953 года), двое незаконнорожденных сыновей
  - Генри Мария Александр Локетт фон Виттельсбах (род. 11 апреля 1958 г.)
  - Мари Изабель Локетт фон Виттельсбах (род. 5 июля 1960 г.), замужем, двое дочерей
- Габриела (10 мая 1927 — 19 апреля 2019), замужем за 14-м герцогом Крой Карлом (1914—2011), трое детей:
  - Принцесса Мария-Тереза Крой (род. 29 марта 1954 г.), вышла замуж за графа Стефана де Вальдерсдорфа 5 июля 2002 г. У нее есть внебрачная дочь.
  - Принц Рудольф Карл Рупрехт Крой, впоследствии 15-й герцог Крой (род. 8 июля 1955 г.), женился на Александре Серафимовне Милорадович (1960—2015), шестеро детей.
  - Принц Стефан Клеменс Филипп Крой (род. 17 мая 1959 г.), женился на Беатрис дю Шастель де ла Ховардери, графине Шастель де ла Ховардери, трое детей.
- София (р. 20 июня 1935), муж с 1955 года Иоганн Энгельберт фон Аренберг[нидерл.] (1921—2011), пятеро детей:
  - Леопольд Энглеберт 3-й герцог Аренберг[нидерл.] (род. 20 февраля 1956 г.), женился на графине Изабель-Юлиане цу Штольберг-Штольберг, трое детей.
  - Карл-Людвиг Феликс Мельшуар фон Аренберг (род. 13 марта 1957 г.), женился на Фиамметте де Фрескобальди, двое детей.
  - Мария Габриэла фон Аренберг (род. 2 июня 1958 г.), вышла замуж за Жиля Мореля де Бонкур-Юмерой, четверо детей.
  - Генрих Антуан Мари фон Аренберг (род. 20 мая 1961 г.), женился на Мари-Терез де Сполберш, трое детей.
  - Этьен Альбер Мари Мельшуар фон Аренберг (род. 11 декабря 1967 г.), женился на Адриенн Келлер, дочери Пьера Келлера и Клэр-Жанны де Сенаркленс, две дочери.